# Inge Löfström
Ulf Inge Löfström, född den 15 december 1914 i Baskemölla, Kristianstads län, död den 27 april 2011 i Lund, var en svensk präst och författare. Han var son till Frans Löfström och far till Tomas Löfström.
Löfström avlade teologie kandidatexamen vid Lunds universitet 1940 och teologie licentiatexamen 1958. Han blev marinpastor i Malmö 1942, stiftsadjunkt i Lund 1944, kyrkoadjunkt i Malmö Sankt Petri församling 1949, var skeppspräst på Älvsnabben 1954–1955, blev domkyrkokomminister i Lund 1958 och kontraktsprost i Torna 1964. Löfström var kyrkoherde i Eslöv 1972–1979. Han promoverades till teologie hedersdoktor vid Lunds universitet 1994. Löfström vilar på Baskemölla gamla kyrkogård.